# La casa nel tempo
La casa nel tempo è un film per la televisione, diretto da Lucio Fulci nel 1989.
Questo film è uno degli episodi della serie televisiva Le case maledette, commissionata da Reteitalia (una ex-società del gruppo Mediaset) a due dei più famosi registi horror italiani, cui venne data carta bianca: Lucio Fulci (La casa nel tempo e La dolce casa degli orrori) e Umberto Lenzi (La casa del sortilegio e La casa delle anime erranti). Il progetto però fu un fallimento; i film non vennero mai trasmessi in televisione a causa dei contenuti ritenuti troppo violenti. Tra il 2000 e il 2001 emittenti private locali e non, hanno trasmesso sia La dolce casa degli orrori sia La casa nel tempo, senza nessun tipo di divieto. Nel 2006 li ha trasmessi il canale Zone Fantasy, visibile su Sky.

## Trama
Una banda di tre teppisti decide di svaligiare una villa dove abitano due anziani e un giardiniere. Per loro sfortuna, gli inquilini sono dei pazzi che tengono nascosti nella cappella di famiglia i cadaveri dei due nipoti, e che hanno ucciso la governante, la quale li aveva scoperti.
Quando la banda irrompe in casa si scatena una carneficina alla quale sopravvivono solo i tre ragazzi; durante la notte, però, gli orologi del defunto proprietario si metteranno a scorrere indietro nel tempo, finché i defunti non risorgeranno assetati di vendetta e i ragazzi verranno coinvolti in una situazione da incubo da cui sarà impossibile uscire.